# لی هوی جائه
لی هوی جائه (لی یونگ جه متولد در 29 دسامبر 1972) مجری تلویزیون، کمدین، بازیگر و خواننده کره جنوبی است. موسسه هنر سئول در رشته تئاتر تحصیل کرد، سپس در سال 1992 به عنوان یک کمدین پس از کار به عنوان کارگردان طبقه برای برنامه سرگرمی یکشنبه، یکشنبه شب ام‌بی‌سی، اولین حضور تلویزیونی خود را انجام داد. او در برنامه زندگی تئاتر به شهرت رسید. از آن زمان، او حرفه خود را به میزبانی برنامه‌های متنوعی مانند سانگ سانگ پلاس، اسفنج و مسابقه برای تغییر جهان گسترش داد. او سومین هنرمند پردرآمد در ام‌بی‌سی در سال 2008 به مبلغ ۵۷۴٫۵ million وون بود